# 42. gade
42. gade er en amerikansk musical film fra 1933, instrueret af Lloyd Bacon med koreografi af Busby Berkeley. Sangene er skrevet af Harry Warren (musik) og Al Dubin (lyriks), og manuskriptet er skrevet af Rian James og James Seymour, med Whitney Bolton (ukrediteret), efter en roman ved samme navn skrevet af Bradford Ropes.
Filmen er en livet backstage musical, og havde stor succes i biografen. 42. gade var nomineret til Oscar for bedste film i 1934, og i 1998 blev den udvalgt til bevarelse i USAs National Film Registry af Library of Congress som "kulturelt, historisk eller æstetisk betydelig". I 2006 rangerede denne film som nr. 13. på den amerikanske Filminstituts liste over bedste musicals.

## Medvirkende
- Warner Baxter som Julian Marsh
- Bebe Daniels som Dorothy Brock
- George Brent som Pat Denning
- Ruby Keeler som Peggy Sawyer
- Guy Kibbee som Abner Dillon
- Una Merkel som Lorraine Fleming
- Ginger Rogers som Ann ("Anytime Annie") Lowell
- Ned Sparks som Barry
- Dick Powell som Billy Lawler
- Allen Jenkins som Mac Elroy
- Edward J. Nugent som Terry
- Robert McWade som Jones
- George E. Stone som Andy Lee